# Губмайер, Бальтазар
Бальтазар Губмайер, иначе Хубмайер или Хюбмайер (нем. Balthasar Hubmaier около 1485, Фридберг близ Аугсбурга, — 10 марта 1528 Вена) — деятель Реформации в юго-западной Германии, участник Крестьянской войны 1524—1525 годов.

## Биография
Губмайер родился в скромной, не очень богатой семье, для которой его поступление в Фрайбургский университет в 1503 году было большим достижением. Вскоре Губмайер приобрёл благосклонность у своего учителя, Иоганнеса Экка, который высоко ценил его способности. Их отношения стали настолько крепкими, что вскоре после переезда Экка в университет Ингольштадта, Губмайер последовал туда же, где получил свою докторскую степень по богословию в 1512 году. Уже в следующем году доктор Губмайер избирается проректором университета, однако в 1516 году оставляет должность и становится священником в кафедральном соборе Регенсбурга.
В Регенсбурге Губмайер поддержал начинавшийся «крестовый поход» против иудеев, призывая в своих проповедях к изгнанию евреев из города. В 1519 году регенсбургская синагога была разрушена, а евреи изгнаны. Во время разрушения синагоги строительный мастер, руководивший процессом, оказался привален балкой и по утверждению очевидцев умер. Однако вечером того же дня он ожил, что было расценено как чудо, совершённое Святой Девой в знак одобрения разрушения синагоги. На месте синагоги была заложена часовня, которую Губмайер освятил в честь «Прекраснейшей Марии». На протяжении 1520 года часовню посетило более ста тысяч паломников, сообщалось о множестве произошедших чудес.

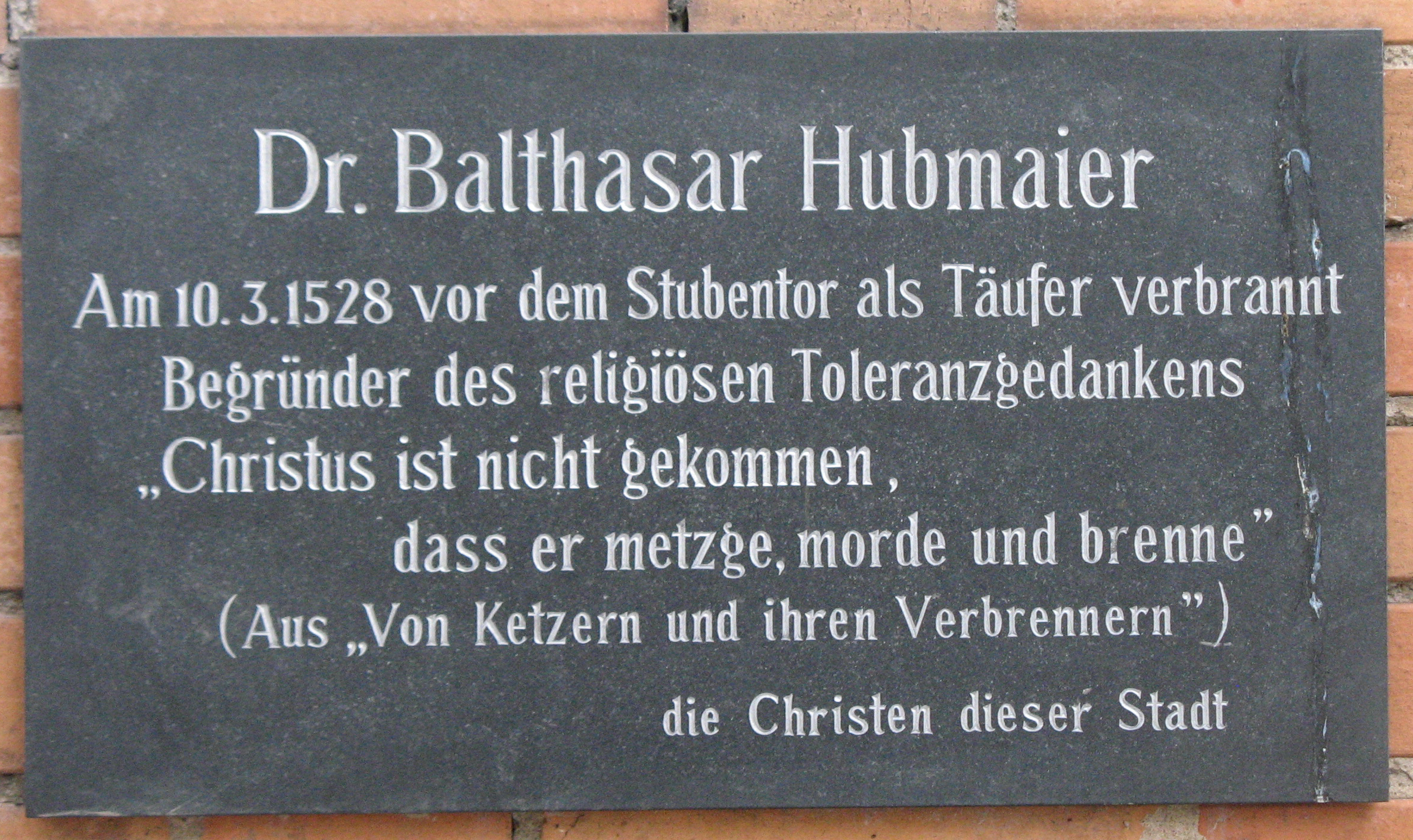
Мемориальная доска в Вене на месте казни Губмайера

Однако в январе 1521 года Губмайера отправляют священником в небольшой швейцарский городок Вальдсхут. Там он знакомится с сочинениями Лютера и другой реформаторской литературой.
В 1522 году Губмайер навещает в Базеле Эразма, а в следующем 1523 году Губмайер полностью переходит на позиции реформаторов. Первоначально он поддерживает Ульриха Цвингли в его реформационной деятельности в Швейцарии, и организовывает политико-религиозную систему в Вальдсхуте наподобие цюрихской.
В 1524 году вспыхнувшая крестьянская война в Германии затрагивает и Вальдсхут. Крестьяне, восставшие в соседнем графстве Штюлинген, направляют армию к Вальдсхуту. К их удивлению они не только не встречают сопротивления, но наоборот, находят поддержку у горожан и городского совета, объявившего о неподчинении австрийскому эрцгерцогу. К этому времени большинство горожан присоединилось к реформированной церкви. Австрийские власти совместно с епископом Констанца попытались вернуть город, но горожане отбили нападение. В июле в окрестностях города также разместилась крестьянская армия из Штюлингена в размере 550 человек, для охраны города. 1 сентября Губмайер отправился из Вальдсхута в Шаффхаузен, для продолжения дела Реформации.
В то же время, 3 сентября, австрийские власти попытались собрать армию против крестьян. На встрече в Радольфцелле граф Рудольф Зульц, вицерегент Верхнего Эльзаса, представители Штутгарта, и сенешаль Вальдбурга Георг Трушес выставили против швабских крестьян армию из 12 000 пехотинцев и 600 конных. Тем не менее, коалиции не хватило финансов и армия так и не двинулась в поход. В результате граф Рудольф предложил штюлингенскому графу Зигмунду решать конфликт путём переговоров. Переговоры, начавшиеся вроде бы успешно, зашли в тупик, и крестьяне отказались их ратифицировать. К этому времени из Цюриха в Вальдсхут пришел отряд из 170 добровольцев. Не желая ввязываться в военные действия с Швейцарией, австрийские власти отказались от наступления.
К началу зимы, после посещения Эколампадиуса, Губмайер вернулся в Вальдсхут. После второго цюрихского диспута Губмайер переходит на сторону анабаптистов, среди которых он выделился как глубокий богослов.
Поражение Вюртембергского герцога в войне с австрийцами через день после битвы при Павии, и разгром крестьянских отрядов, вынудили Губмайера бежать из Вальдсхута в Моравию, где он был принят князьями Леонардом и Гансом Лихтенштейнами в их имении в Никольсбурге. В 1527 году был схвачен габсбургскими властями и 10 марта 1528 года казнён через сожжение в Вене. Его жена, присутствовавшая на казни, призывала его оставаться твёрдым в своих убеждениях. Сама она была через три дня утоплена в Дунае.

## Учение
Губмайер отвергал крещение младенцев как небиблейскую практику. Богословски обосновывал необходимость крещения исключительно в сознательном возрасте, опираясь на тексты Библии и Отцов Церкви. Чаще всего в его произведениях встречаются ссылки на Тертуллиана. Согласно Губмайеру, существует три вида крещения: крещение Духом, крещение водою и крещение кровью. Крещение Духом происходит в момент осознания человеком своей греховности и понимания необходимости в Боге. Это крещение ведёт к покаянию и внутренней трансформации человека. Крещение водой является внешним символом духовного преобразования и является знаком для церкви и мира, что этот человек является истинным последователем Христа. Оно происходит для отпущения грехов, и лишь в сознательном возрасте, когда человек может исповедовать свою веру. Крещение кровью Губмайер объясняет как ежедневную борьбу с искушениями, так называемое «умерщвление плоти». Губмайер отвергал название «анабаптисты», утверждая, что крещение в сознательном возрасте не есть перекрещивание, а истинное крещение, тогда как крещение младенцев, по его мнению, не более чем омовение.
Господня Вечеря, согласно Губмайеру, является воспоминанием страданий Христа и символом единства христиан между собою и со Христом. Крещение и Причастие являются единственными таинствами установленными Христом для Церкви. В антропологии Губмайера просматриваются неоплатонические взгляды гуманистов Флорентийской академии. Человек, согласно Губмайеру, состоит из духа, души и тела, что по его мнению является отображением Божественной Троицы в творении человека. После грехопадения «дух человека оказался в заточении, душа уязвлена, и плоть полностью развращена». После пришествия Христа, однако, человеку дана свобода выбирать между действиями духа (благо) и плоти (зло). Дух всегда оставался свободным, так как имеет в себе образ Божий, но он ограничен плотью. Только благодаря искупительному делу Христа, дух получил возможность возобладать над плотью.
Губмайер составил проект государственного устройства, в котором стремился сочетать революционные идеи Мюнцера и анабаптистов с радикально-цвинглианскими принципами политической самостоятельности общин. В отличие от большинства Швейцарских братьев не поддерживал принципов пацифизма, считая, что христиане могут отстаивать свои взгляды с оружием в руках в случае необходимости.